# Мирасема
Мирасема (порт. Miracema) — муниципалитет в Бразилии, входит в штат Рио-де-Жанейро. Составная часть мезорегиона Северо-запад штата Рио-де-Жанейро. Входит в экономико-статистический микрорегион Санту-Антониу-ди-Падуа. Население составляет 26 231 человек на 2007 год. Занимает площадь 303,353 км². Плотность населения — 86,5 чел./км².

## История
Город основан 3 мая 1936 года.

## Статистика
- Валовой внутренний продукт на 2005 год составляет 170 759 тысяч реалов (данные: Бразильский институт географии и статистики).
- Валовой внутренний продукт на душу населения на 2005 год составляет 6034,00 реалов (данные: Бразильский институт географии и статистики).
- Индекс развития человеческого потенциала на 2000 год составляет 0,733 (данные: Программа развития ООН).

## География
Климат местности: тропический. В соответствии с классификацией Кёппена, климат относится к категории Aw.